# 池田木部第一出入口
池田木部第一出入口（いけだきべだいいちでいりぐち）は、大阪府池田市にある阪神高速道路11号池田線の出入口。
現在のところ、11号池田線の終点のひとつであり、国道423号（豊能・亀岡方面）と接続する。

## 道路
- 阪神高速11号池田線 (11-14)

## 接続する道路
- 国道423号

## 周辺
- 能勢電鉄妙見線 絹延橋駅、滝山駅
- 猪名川

## 隣
阪神高速11号池田線
(11-12) 神田出入口 - (11-13) 川西小花出入口 - (11-14) 池田木部第一出入口/(11-15) 池田木部第二出入口